# Longistrongylus
Longistrongylus ist eine Gattung der Fadenwürmer, die im Labmagen von Wiederkäuern parasitieren. Die Gattung kommt in Subsahara-Afrika vor.

## Merkmale
Das Vorderende ist relativ dick, Lippen sind wenig markant, die Mundhöhle und die Halspapillen sind klein. Die Kutikula zeigt eine leichte Querstreifung und ein typisches Muster an Längsleisten (Synlophe). Die Bursa copulatrix der Männchen hat große Seitenlappen und einen kleinen, aber deutlichen dorsalen Lappen. Die Ventralrippen entspringen aus einem gemeinsamen Stamm und laufen dann parallel bis zum Ende der Bursa. Die anterolaterale Rippe erreicht nicht das Bursaende und divergiert von der Seitenrippe. Die mediolateralen und posterolateralen Rippen entspringen aus einem kurzen gemeinsamen Stamm und laufen dann parallel bis nahezu an das Bursaende. Die dorsale Rippe teilt sich an ihrem Ursprung in zwei Strahlen, welche wiederum in zwei bis drei kleine Äste aufteilen. Die beiden Spicula sind dünn und tragen flügelartige Anhänge. Die beiden Uteri verlaufen divergent, die Vulva liegt im hinteren Fünftel des Körpers.
Zur Gattung gehören acht Arten:
- Longistrongylus albifrontis
- Longistrongylus banagiense
- Longistrongylus curvispiculum
- Longistrongylus meyeri
- Longistrongylus namaquensis
- Longistrongylus sabie
- Longistrongylus schrenki
- Longistrongylus thalae

Longistrongylus muraschkinzevi und Longistrongylus neveulemairei sind Spezies mit unsicherer Zuordnung.